# Kasteel van Ampuis
Het Kasteel van Ampuis (Frans: Château d'Ampuis) is een kasteel in de Franse gemeente Ampuis.